# Бикенбах (Бергштрасе)
Бикенбах (њем. Bickenbach) општина је у њемачкој савезној држави Хесен. Једно је од 23 општинска средишта округа Дармштат-Дибург. Према процјени из 2010. у општини је живјело 5.409 становника. Посједује регионалну шифру (AGS) 6432003.

## Географски и демографски подаци
Бикенбах се налази у савезној држави Хесен у округу Дармштат-Дибург. Општина се налази на надморској висини од 119 метара. Површина општине износи 9,3 km².

## Становништво
У самом мјесту је, према процјени из 2010. године, живјело 5.409 становника. Просјечна густина становништва износи 584 становника/km².

## Међународна сарадња
| Мјесто    | Држава    | Врста сарадње | Од    |
| --------- | --------- | ------------- | ----- |
| Трикарико | Италија   | партнерство   | 2000. |
|           | Француска | партнерство   | 2005. |
| Извор     |           |               |       |